# El virgo de Vicenteta (pel·lícula)
El virgo de Visanteta és una pel·lícula dirigida per Vicente Escrivá inspirada en el sainet homònim escrit per Josep Bernat i Baldoví el 1845. Quan s'estrenà (l'any 1979), es va fer molt popular, i continua sent un mite de l'imaginari col·lectiu valencià. N'hi hagué una segona part, anomenada Visanteta, estate queta.

## Argument
Es tracta d'una adaptació de l'obra de Bernat i Baldoví amb tocs humorístics del cinema espanyol de l'època coneguda com el destape, on se succeeixen escenes i diàlegs farcits d'erotisme. La trama ocorre al poble de Favara (Ribera Baixa) i narra dos històries entrellaçades: la d'una jove i virginal Visanteta (interpretada per la italiana Maria Rosaria Omaggio) que, a partir de la seua interpretació de Santa Bàrbara en una obra folklòric-religiosa, compta amb una espècie de força sobrenatural al seu favor, que consisteix en una ajuda divina que sorgeix cada vegada que està a punt de tindre una relació sexual; la segona mostra la relació entre un matrimoni del poble.